# زیتکالا-سا
زیتکالا-سا (به انگلیسی: Zitkala-Sa؛ لاکوتا: Zitkála-Šá، به معنی پرنده سرخ؛۲۲ فوریهٔ ۱۸۷۶ – ۲۶ ژانویهٔ ۱۹۳۸)، که همچنین با نام مبلغ مذهبی و متأهلی خود، گرترود سیمونز بونین (Gertrude Simmons Bonnin) نیز شناخته می‌شود، یک نویسنده، ویراستار، مترجم، نوازنده، معلم و فعال سیاسی یانکتون داکوتا در ایالات متحده آمریکا بود. او زنی بود که در دورانی که مردم بومی ایالات متحده نه از سوی دولت آمریکا، و نه شهروندان، به عنوان مردمان واقعی تلقی نمی‌شدند، مقاوم زندگی می‌کرد، زیتکالا-شا زندگی خود را وقف حفاظت و تجلیل از میراث بومی خود از طریق هنر و فعالیت‌های اجتماعی کرد.

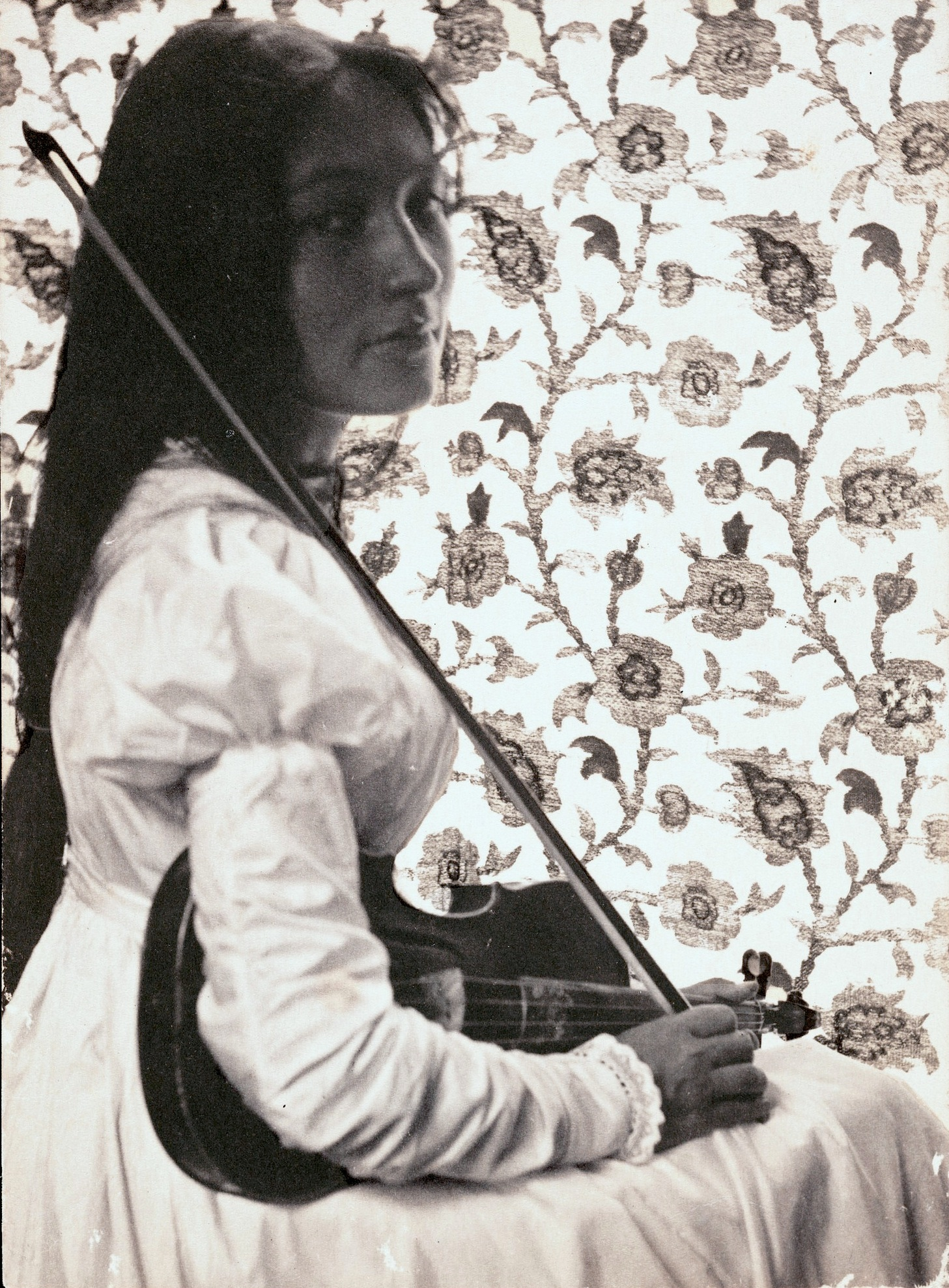
زیتکالا-سا با ویولن خود در سال ۱۸۹۸

او چندین اثر نوشت که مبارزات خود با هویت فرهنگی، و کشش بین فرهنگ غالب که در آن تحصیل کرده بود، و فرهنگ داکوتا که در آن متولد و بزرگ شد را تشریح می‌کرد. کتاب‌های بعدی او جزو اولین آثاری بودند که داستان‌های سنتی بومیان آمریکا را در میان خوانندگان انگلیسی‌زبان سفیدپوست به‌طور گسترده رواج دادند.
زیتکالا-سا یکی از بنیانگذاران شورای ملی سرخپوستان آمریکا در سال ۱۹۲۶ بود که برای لابی کردن برای حق شهروندی بومیان ایالات متحده و سایر حقوق مدنی که مدتها از آن محروم بودند، تأسیس شد. زیتکالا-سا تا زمان مرگش در سال ۱۹۳۸ به عنوان رئیس این شورا خدمت کرد. زیتکالا-سا، با همکاری موسیقیدان آمریکایی ویلیام اف، شعر و لیبرتو برای ترانه اپرای رقص خورشید (1913) (The Sun Dance Opera) نوشت که نخستین اپرای بومیان آمریکا بود. این اپرا به سبک موسیقی رمانتیک و بر اساس مضامین فرهنگی قبیله سو و یوت ساخته شد.

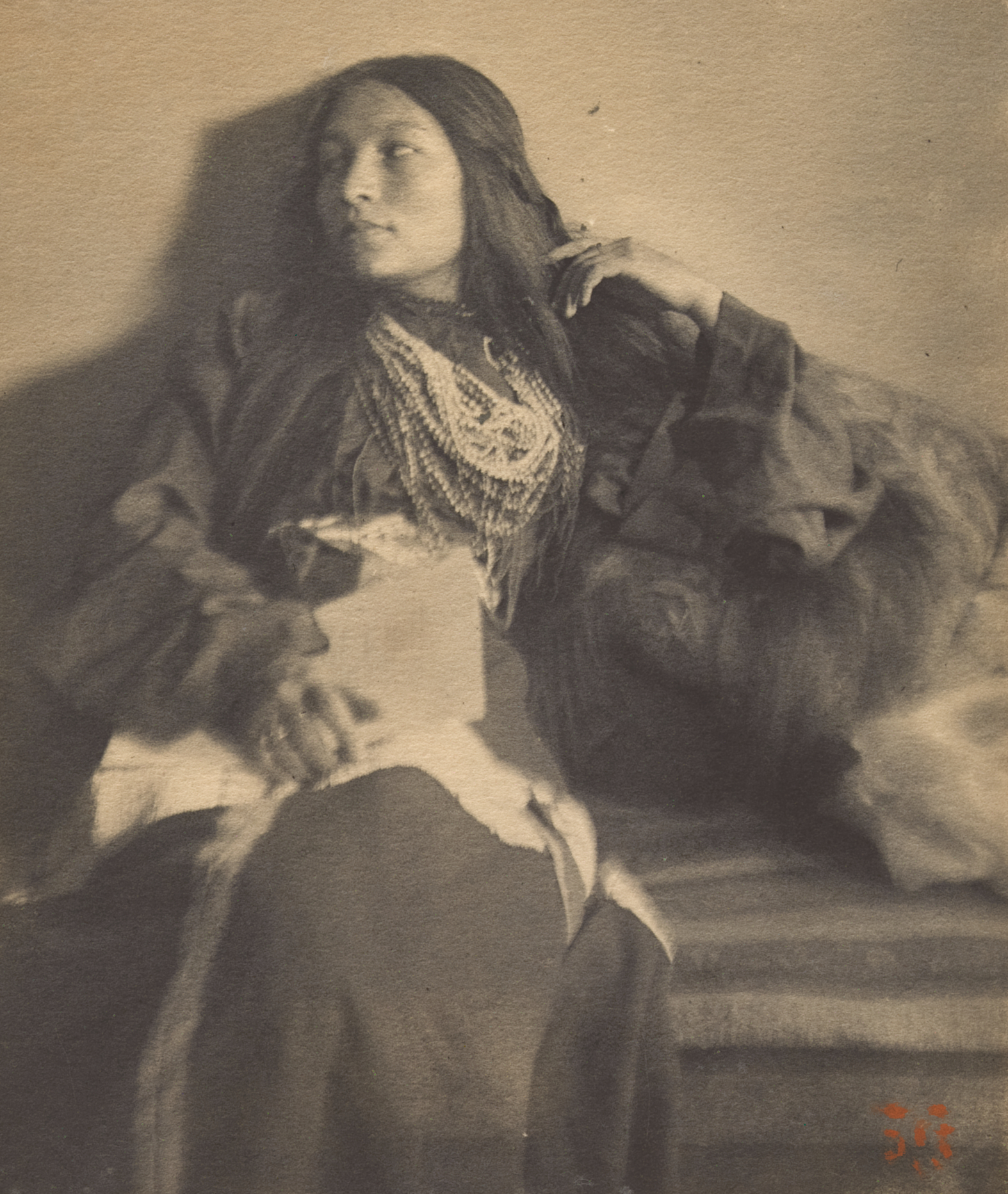
زیتکالا-سا، ۱۸۹۸، اثر جوزف کیلی

## زندگی
زیتکالا-سا در ۲۲ فوریه ۱۸۷۶، در منطقه حفاظت شده بومیان یانکتون در داکوتای جنوبی متولد شد. در هشت سالگی، او سرزمین بومیان را ترک کرد تا به مؤسسه کار دستی وایت در ایندیانا برود، یک مدرسه شبانه‌روزی مبلغان، که در آنجا موهایش را برخلاف میلش کوتاه کردند، از صحبت کردن به زبان لاکوتا/لاکتیاپی خود منع شد و مجبور شد مناسک مذهبی را انجام دهد. این تجربه‌ای رایج برای هزاران کودک بومی در پی قانون صندوق تمدن در سال ۱۸۱۹ بود، که بودجه ای را برای مبلغان و گروه‌های مذهبی برای ایجاد سیستمی از مدارس شبانه‌روزی بومیان فراهم کرد و به زور کودکان بومی را جذب می‌کرد. در حالی که او به برخی از تجربیات محیط جدید خود، مانند یادگیری ویولن علاقه‌مند بود، در برابر تلاش‌های نهادی برای جذب او در فرهنگ اروپایی آمریکایی مقاومت کرد - اقداماتی که او در طول عمر نویسندگی و فعالیت‌های سیاسی خود به آن اعتراض داشت.
زیتکالا-سا پس از بازگشت به خانه، مجموعه ای از داستان‌های شفاهی داکوتا را که در سال ۱۹۰۱ با عنوان «افسانه‌های قدیمی بومیان» منتشر شد، نوشت. این کتاب جزو اولین آثاری بود که داستان‌های سنتی بومیان آمریکا را برای مخاطبانی وسیع ارائه می‌کرد. زیتکالا-سا همچنین موسیقیدانی با استعداد بود. در سال ۱۹۱۳، او متن و آهنگ‌های اولین اپرای بومی آمریکا، رقص خورشید را بر اساس یکی از مقدس‌ترین مراسم قبیله سو نوشت.
زیتکالا-سا علاوه بر دستاوردهای خلاقانه‌اش، تا پایان عمر بیانگر حقوق بومیان و زنان بود. او به عنوان یک کنشگر، در سال ۱۹۲۶ در تأسیس شورای ملی بومیان آمریکا مشارکت کرد و به عنوان اولین رئیس آن خدمت کرد. کار زیتکالا-سا در تصویب قوانین تاریخی، مانند قانون شهروندی بومیان در سال ۱۹۲۴، مربوط به اعطای شهروندی به مردم بومی متولد ایالات متحده و همچنین قانون سازماندهی مجدد بومیان در سال ۱۹۳۴ نقش مهمی داشت.